# 63. падобранска бригада
63. падобранска бригада је елитна бригада Војске Србије. Пре тога, до 1992, била је део Југословенске народне армије, од 1992. до 2003. Војске Југославије и од 2003. до 2006. Војске Србије и Црне Горе. Јединица је била ранга бригаде да би након реорганизације Војске Србије постала батаљон. Поново је постала бригада крајем 2019. Намењена је за специјалне, извиђачке и диверзантске операције дубоко иза непријатељских линија.

## Спремност
Када се анализирају способности припадника 63. падобранског батаљона битно је напоменути висок коефицијент сигурности током обуке падобранаца, параметар који је, упркос неколико десетина хиљада скокова у последњих 15 година, далеко бољи од упоредивих показатеља безбедности падобранских јединица најјачих светских армија. Ово говори у прилог високим стандардима обуке и способности падобранаца. Снажна радна дисциплина, одличне вештине официра и инструктора, висококвалитетан психофизички дрил, темељни прегледи, одлично стање падобранске опреме, заједно са високим моралом припадника такође су фактори који доприносе смањењу ризика.

## Историја
Прве падобранске јединице на нашим просторима појавиле су се за време Краљевине Југославије. Реорганизационим планом Југословенског краљевског ваздухопловства (1937—1941) било је предвиђено формирање падобранских јединица и падобранске пешадије за обављање тактичких операција, укључујући формирање и пет транспортних ескадрила.
Експериментална падобранска школа за обуку падобранских јединица почела је да ради у Панчеву 1. октобра 1939. године. До избијања рата завршена су два курса, 1939. и 1940. године. Полазници првог падобранског курса, њих 28, стекли су 20. јула 1940. звање падобранца. Сви промовисани падобранци добили
су падобрански знак, израђен посебно за ту прилику. У марту 1941. у Новом Саду формирана је падобранска чета.
Следећа формација која се појавила јесте 1. падобрански батаљон Народно ослободилачке војске Југославије. У Врховном штабу родила се идеја да партизани имају падобранце. Врховни командант приволео је средином 1944. године савезнике да у Италији обуче и наоружају 150 падобранаца из редова партизана. Тачан датум формирања падобранског батаљона није утврђен, јер о томе нису пронађена документа, али је 14. октобар изабран као дан када је 1. падобрански батаљон формиран. По окончању обуке, батаљон је враћен у Гравину. Потом је батаљон морским и копненим путем пребачен у Београд, јер нису постојали услови за његову борбену употребу директно из Италије. Почетком децембра 1944. батаљон је бродом пребачен у Дубровник, а одатле је кроз Црну Гору и Косово и Метохију пешке стигао у Куршумлију, за тим возом до Београда, где је дошао 6. јануара 1945. године. Током борби за ослобађање падобрански батаљон није употребљен. Недостајали су падобрани и транспортни авиони, а није било ни знања, ни искуства да се таква елитна јединица искористи. Убрзо је батаљон ратних падобранаца пао у заборав — уместо за борбу, падобранци су коришћени за стражу и обезбеђење аеродрома „Панчево” и „Земун”. У тој улози дочекали су и крај рата.
У селу Влајковац код Вршца припадницима Падобранског батаљона 16. августа 1945. саопштено је да је за њих рат завршен. Батаљон је расформиран, део припадника је демобилисан, а старешине су распоређене у остале јединице Југословенске армије.
Генералштаб Југословенске армије наредио је 1946. године формирање 46. падобранског батаљона у Белој Цркви, који је убрзо претпотчињен Југословенском ратном ваздухопловству. У Белој Цркви нису постојали услови за падобранску обуку и скокове, па је батаљон 1948. премештен на аеродром „Југовићево” код Новог Сада. Одмах после формирања 46. падобранског батаљона, 1946, његови официри и војници обукли су униформу оловно-плаве боје и такву униформу задржали су до 1. јануара 1959, када је 63. падобранска бригада враћена у организацијски састав Југословенског ратног ваздухопловства.
У јануару 1952. године у Шапцу је од старешина из 46. падобранског батаљона и од војника добровољаца из пешадије формиран 63. падобрански батаљон. Када је формирана 63. падобранска бригада, тај батаљон ушао је у њен састав. У марту 1954. премештен је у Нови Сад. Током 1953. одиграо се преломни тренутак у развоју падобранских јединица у Југославији — одлучено је да се у саставу Југословенског ратног ваздухопловства формира 63. падобранска бригада. Она је формирана наредбом врховног команданта 5. фебруара 1953. у Шапцу. У њеном саставу били су: 1. батаљон, односно бивши 46. падобрански батаљон из Мостара, 2. батаљон, некадашњи 63. падобрански батаљон из Шапца, тешка чета минобацача 120 mm, чета за везу, пионирски вод и позадинске јединице. Бригада је у Новом Саду, на аеродрому „Југовићево”, имала повољне услове за смештај, обуку и падобранске скокове. Ступањем на снагу „Опште ратне службе”, 1955. године, те усвајањем „Доктрине општенародног рата”, Генералштаб је разрадио и оперативни план „Дрвар 1”, на основу којег је 1959. године у оружаним снагама дошло до већих промена. Основни циљ био је да се армије на североисточним и источним границама земље оспособе за самосталнија дејства, да се смањи број људи под оружјем и јединице боље наоружају и технички опреме. У складу с тим, одлучено је да се формирају три ваздухопловне команде, које ће подржавати 1, 3. и 5. армију, да се расформира 63. падобранска бригада, а да се од ње и трију армијских падобранско-извиђачких чета образују три самостална падобранска батаљона, који ће припадати ваздухопловним командама, односно командама 1, 3. и 5. армије.
На основу те одлуке, 63. падобранска бригада престала је да постоји 16. новембра 1959. године. Расформирањем 63. бригаде новонастали падобрански батаљони — 127. у Батајници, 148. у Церкљу и Падобрански наставни центар у Нишу — задржали су исте ознаке које су носили у саставу бригаде. Осам година касније, 5. децембра 1967, на нишком аеродрому поново се окупила 63. падобранска бригада, у чији су састав ушли Падобрански наставни центар и 148. падобрански батаљон. Дотадашња пракса показала је да је уситњеност падобранских јединица отежавала руковођење, падобранску обуку и борбено оспособљавање.

## Ратно искуство
У току тромесечног рата 1999. године бригада је била ангажована на више различитих праваца и локација. Остало је записано да је све задатке обавила професионално и одговорно, успевајући да при том сачува људе и ратну технику, упркос жестоким борбама и ударима из ваздуха. Команда бригаде, команде падобранских борбених група и командири основних јединица били су веома умешни у командовању и руковођењу у веома сложеним условима. Старешине и војници показали су највише професионалне вредности, храброст и патриотизам достојне заклетви припадника падобранске бригаде. Упркос забринутости да је мобилизација резервног састава тешко изводљива и веома ризична, највише због дејства из ваздуха по саобраћајној инфраструктури широм земље, обављена је веома успешно, на начин који је својствен за падобранску бригаду. Са целокупне територије државе дошли су припадници бригаде, бивши војници и ветерани, већина и без формалних позива. Стигао је и већи број добровољаца, те је стварно бројно стање бригаде премашило стопостотну попуњеност. Обука јединица бригаде у току рата организована је и извођена према посебним програмима убрзане обуке намењене за оспособљавање у ратном стању. Тежиште обуке било је на диверзантској, извиђачкој, противтерористичкој обуци и специјалним курсевима. Анализирајући бројне борбене задатке, може се закључити да за више година борбеног ангажовања снаге бригаде скоро никада нису биле организоване на исти начин. За сваки задатак била је формирана потребна борбена група чији су састав и припреме зависиле од циља који треба да се оствари. Велика пажња увек се посвећивала обавештајном и безбедносном обезбеђењу, те морално-психолошким припремама за извршење задатка. Квалитетно санитетско обезбеђење у свим ситуацијама био је професионални закон падобранаца. Високообучено санитетско особље посебно се истицало својом храброшћу и пожртвовањем. То исто важи и за пилоте хеликоптера који су и у најтежим ситуацијама животе рањених падобранаца стављали испред своје личне безбедности. Током борбеног ангажовања 1991. и 1992. године припадници падобранске бригаде били су ангажовани на великом броју локација. Људи су се трошили чак и преко граница издржљивости, а није постојала могућност замене и одмора. Имајући то у виду, Команда бригаде је касније израдила више модела употребе јединице и замене људства. Обезбеђена је квалитетна резерва у скоро свим рејонима базирања и могућност да се снаге ојачају или по потреби замене.

## Обука
У оквиру падобранске обуке, припадници 63. батаљона у Нишу изводе основну и вишу падобранску обуку, а похађају и курсеве за млађе инструкторе и инструкторе.
На основној обуци падобранци овладавају знањима и вештинама потребним код сложенијих скокова, а на вишој се оспособљавају за скокове различитим врстама падобрана и за скакања на слободна дејства.
На курсевима за падобранске инструкторе искуснији падобранци оспособљавају се за извођење падобранске обуке, скокове свим врстама падобрана и организацију скакања. Физичка и ватрена обука, верање, преживљавање у природи, обука на реци, скијање, зимска алпинистика и тактичка обука за специјална дејства, само су део садржаја којима падобранци 63. батаљона морају овладати.

## Десет заповести
1. Прва заповест подсећа падобранце на њихов елитизам. Увежбавају се за најтеже задатке, зато жуде за борбом и она је њихов највиши циљ.
2. Друга заповест је порука да гаје истинско пријатељство међу собом, јер само уз помоћ другова могу да иду у победу.
3. Трећа каже да буду шкрти на речима, да буду неподмитљиви и људи од дела. Брбљање их може одвести само у гроб.
4. Четврта заповест каже да буду мирни и опрезни, јаки и одлучни. Срчаност, одушевљење и офанзивни дух створиће у нападу надмоћ над противником.
5. Пета истиче да је пред непријатељем најдрагоценија ствар муниција. Онај ко гађа без потребе, само ради свог охрабрења, тај је кукавица и не заслужује назив падобранца.
6. Не предајте се никада. Победа или смрт, нема другог избора. То је питање части, каже се у шестој заповести.
7. Седма је закон оружја. Победиће само онај чије је оружје исправно и зато је оно на првом месту.
8. Падобранац мора да схвати домашај сваког подухвата да би, истиче осма заповест, био у стању да акцију настави и у случају ако вођа настрада.
9. Девета позива на џентлменски дух борца, где се против непријатеља који се бори отворено треба борити каваљерски, али зато према терористима не треба имати милости.
10. Десета позива на јачање карактера борца. „Отварајте добро очи, уздигните се до висине хероја, будите брзи као хртови, издржљиви као кожа, тврди као челик.”

## Заклетва
Треба додати да су падобранци и људи са две заклетве. Прву дају приликом пријема у војску и изговарања речи свечане обавезе. А другу изговарају када након завршене обуке, са поносом могу да окаче падобрански знак на груди. Речи ове заклетве је написао др Мирко Ђорђевић, лекар специјалиста ваздухопловне медицине и падобранац са преко 7700 скокова. Речи заклетве гласе:
„За отаџбину! За друга! За пушку! За војничку и ратничку част! Падобранци 63. падобранске бригаде — РАДЕ!”

## Губици
Падобранци који су погинули током борбених дејстава:
| Бр. | Чин                  | Име и презиме       | Датум погибије    | Мјесто погибије |
| --- | -------------------- | ------------------- | ----------------- | --------------- |
| 1   | војник               | Драган Родић        | 27/28. јуна 1991. | Цркље           |
| 2   | војник               | Томислав Преберина  | августа 1991.     | Задар           |
| 3   | поручник             | Веса Новаковић      | 8. априла 1992.   | Земуник         |
| 4   | потпоручник          | Зоран Зонић         | 3. фебруара 1992. | Земуник Горњи   |
| 5   | заставник прве класе | Љубиша Калинић      | 3. фебруара 1992. | Земуник Горњи   |
| 6   | војник               | Дејан Обрадовић     | 5. октобра 1991.  | Драчевац Нински |
| 7   | војник               | Марко Хрњак         | 23. маја 1992.    | Мостар          |
| 8   | војник               | Милован Цигановић   | 8. априла 1992.   | Земуник Горњи   |
| 9   | десетар              | Горан Јовановић     | 23. марта 1993.   | Скелани         |
| 10  | водник               | Србољуб Ђоровић     | 26. јануара 1993. | Скелани         |
| 11  | десетар              | Љубиша Јанковић     | 26. јануара 1993. | Скелани         |
| 12  | разводник            | Владан Анђелковић   | 24. јануара 1993. | Скелани         |
| 13  | разводник            | Саша Илић           | 24. јануара 1993. | Скелани         |
| 14  | разводник            | Небојша Ристић      | 25. јануара 1993. | Скелани         |
| 15  | потпуковник          | Горан Остојић       | 28. јула 1998.    | Kошаре          |
| 16  | водник прве класе    | Драган Душанић      | 28. јула 1998.    | Kошаре          |
| 17  | водник прве класе    | Срђан Станчетић     | 28. јула 1998.    | Kошаре          |
| 18  | војник               | Радош Церовић       | 28. јула 1998.    | Kошаре          |
| 19  | војник               | Раде Антонић        | 13. маја 1999.    | Kошаре          |
| 20  | војник               | Бојан Радојковић    | 13. маја 1999.    | Kошаре          |
| 21  | војник               | Драган Димитријевић | 26. јануара 2001. | Прешево         |